# Rye (Washington)
Rye az Amerikai Egyesült Államok északnyugati részén, Washington állam Kittitas megyéjében elhelyezkedő kísértetváros.
A település nevét a New York-i Rye-ról kapta.

## Fordítás
Ez a szócikk részben vagy egészben  a   Rye, Washington című angol Wikipédia-szócikk ezen változatának fordításán alapul.  Az eredeti cikk szerkesztőit annak laptörténete sorolja fel. Ez a jelzés csupán a megfogalmazás eredetét és a szerzői jogokat jelzi, nem szolgál a cikkben szereplő információk forrásmegjelöléseként.